# とりかえ・ばや
『とりかえ・ばや』は、さいとうちほによる日本の漫画作品。平安時代末期に成立した作者不詳の『とりかへばや物語』を漫画化した作品。『月刊フラワーズ』（小学館）にて2012年9月号から2018年1月号まで連載された。単行本は全13巻。2018年5月時点で、累計部数が300万部を突破している。

## 沿革
2012年7月28日発売の『月刊フラワーズ』にて連載を開始。本作の連載の開始を記念し、同号では作者のさいとうと秋里和国による対談が掲載されている。
2014年7月11日発売の『FRaU』（講談社）8月号で発表された第2回フラウマンガ大賞では、本作が「麗しの少女マンガ賞」を受賞。2015年6月24日から8月31日まで国立新美術館にて開催された「ニッポンのマンガ＊アニメ＊ゲーム」展で、「第7章 現実とのリンク」コーナーに飾られた1作として、本作も展示が行われた。
2016年、「世界に紹介したいポップカルチャー作品」を選出する「SUGOI JAPAN Award 2016」にノミネートされる。
2017年11月28日発売の『月刊フラワーズ』2018年1月号に最終回を掲載。2022年2月28日発売の同誌4月号では、さいとうの画業40周年を記念し、本作の外伝の読み切りが掲載された。2024年3月28日発売の同誌5月号にも、外伝の読み切りが掲載された。

## あらすじ
平安時代、権大納言藤原丸光の2人の妻が、同じ日に玉のように美しい女と男の赤ちゃんを産んだ。女の子は「沙羅双樹の姫君」と、男の子は「睡蓮の若君」と呼ばれ、すくすくと成長するが、沙羅双樹は外を男童たちと走り回る活発な子に、睡蓮は男を怖がり屋敷内で人形遊びを楽しむ内気な子に育っていた。
やがて、沙羅双樹の抜きん出た容姿や才能の噂は帝にまで届き、沙羅双樹は男として元服の、睡蓮は女として裳着の儀が執り行われ、引き返すことはできなくなる。

## 登場人物
沙羅双樹（さらそうじゅ） / 藤原 涼子（ふじわらの すずしこ）
睡蓮の異母姉。母は、西の対屋に住む藤中納言の娘。生まれた日に庭に咲いていた沙羅双樹にちなみ、「沙羅双樹の姫君」と呼ばれた。
14歳で男として元服し、睡蓮の本名「藤原月光」の名を借りる。愛称は「沙羅双樹の君」。
才気煥発で誠実な性格。性を偽って生きることに悩みながらも、仕事に対しては熱心に取り組む。帝への忠誠心が高い。
のちに伯父の右大臣に四の姫との結婚を勧められ、女だということを明かさぬままに結婚。夫婦生活こそないものの、良好な関係を築いていたが、石蕗と四の姫の密通、そして妊娠により破綻。しかし四の姫を責めることはなく、妻として彼女を気遣い続けた。
ふとしたことで石蕗に女性であることを知られ、半ば強引に関係を持たれてしまう。その後は石蕗を拒み、あくまでも友人として彼と付き合っていこうとするが、沙羅自身が石蕗の子供を身ごもってしまったことで悩み苦しむ。やがて男としての生を断ち切り、子供を産むために失踪しようとするがそれを石蕗に知られてしまい、結果的に彼の協力を得て都から失踪する。
その後は、宇治にある石蕗の父の別荘で子供を産むために養生していた。しかし石蕗への失望、寂しさと虚しさの心労がたたってか、死産してしまう。生きる気力をなくして入水しかけていた時、沙羅を探しに来た睡蓮と再会して、ともに吉野の宮のところへ向かった。
子を失った直後は出家を望んでいたが、宮中で女東宮を巡った諍いが起きている事と、たまたま吉野へ行幸した帝の話を聞いて帝の悩みを知った事で、睡蓮と立場をとりかえ、睡蓮の尚侍として女東宮に仕えることを決意。左大臣家に無事帰還した後、宮中へ出仕した。
最初は睡蓮ではないことを見破った女東宮に拒まれるも、女東宮が沙羅と睡蓮が立場を取り換えたことを知ったために受け入れられた。
ともに女東宮への狼藉を働いた者を捕まえた右大臣家の三の姫には、親近感を感じている。その一方で、彼女の「帝の子を産む」という野望には、もやもやとした思いを抱えている。
睡蓮（すいれん） / 藤原 月光（ふじわらの つきみつ）
沙羅の異母弟。母は、東の対屋に住む源宰相の娘。生まれた日に池に咲いていた睡蓮にちなみ、「睡蓮の若君」と呼ばれた。
女として裳着の儀が執り行われ、沙羅双樹の本名「涼子」の名を借りる。人見知りが激しく、実の父親に対してさえ怯えたほどの男嫌い。
のちに朱雀院の誘いを受け（石蕗の求婚を拒むためもあった）、女東宮の尚侍として宮中に出仕。後ろ盾がなく地位が不安定で、しかし聡明で愛らしい女東宮に仕えるうち、忠誠心だけでなく恋慕をつのらせるようになる。
姉の沙羅を慮りながら、彼も帝への入内問題と、性別を偽っていることに苦しむ。
やがて沙羅の失踪、帝が睡蓮の入内を望んでいること、女東宮へのこらえがたい恋慕などから女として生きていくことの限界を悟り、男として生きていくことを決意。元服して沙羅を探し回り、宇治でとうとう見つけだす。その後は沙羅とともに吉野へ向かい、出家を望んでいたが、女東宮が苦しんでいることを知り、沙羅と立場を入れ替え、沙羅双樹の右大将になることを決意。
女東宮から別れ際に渡された和歌を大切に持ち歩いている。
沙羅や自分を苦しめた存在として、石蕗を強く嫌っている。
藤原 丸光（ふじわらの まるみつ）
沙羅双樹と睡蓮の父親。権大納言で近衛大将。父は元・関白、兄は右大臣。のちに関白兼左大臣に昇進。
2人の子が正反対に育ったのは何かの報いかと悩んだものの、悪縁を断ち切るために行った鞍馬詣で、2人が命の危険に晒されたのを機に運命を受け入れようと心を決める。
数々の困難に見舞われる2人をいつも心配するよき父親。沙羅の失踪、睡蓮の入内等で心を痛めていたが、無事に2人が戻ってきたときは涙を流して喜んだ。
藤原 角光（ふじわらの かくみつ）
丸光の兄。右大臣。長女が帝（朱雀院）の女御に、次女が東宮の妃となっている。
入内した娘たち、特に梅壺の女御が子供を産む気配がないことに不満を持っている。溺愛した四の姫にはよい嫁ぎ先を望み、沙羅と結婚させた。
はじめは四の姫と石蕗の密通を知らず、雪姫の誕生も喜んでいた。しかしのちに雪姫の顔から2人の密通を悟り、怒りのあまり身重の四の姫を勘当する。
やがて、2人目の姫、珠子姫（咲耶姫）を産んだ四の姫が石蕗に顧みられていないこと、生きる気力を失っていることを知って怒りをなくし、勘当を解いた。
朱雀院（すざくいん） /  先の帝（さきのみかど）
40代。亡き皇后との間に姫君が1人いる。
帝位を退いた後はたっての願いで姫君を女東宮にあげ、左大臣に睡蓮の宮仕えを頼んだ。
吉野の宮と帝の位をめぐって争ったとされている。
じつは女東宮は吉野の宮の子ではないかという噂もあったが、それを信じず、姫君を女東宮にすることでその正統性を示した。
帝（みかど） / 先の東宮（さきのとうぐう）
朱雀院の弟。2巻で帝になった。
公平で優しい性格であり、才気煥発な沙羅を重用している。そのため沙羅が失踪した際には心配していた。
睡蓮の噂を聞いて興味を持ち、自身への入内を望むが睡蓮が病（本当は失踪した沙羅を探すための言い訳）で宿下がりをしたことがきっかけになってか、入内の要望を取り消す。
のちに睡蓮の尚侍として出仕した沙羅を見て、好感を感じたようである。
また、兄の子である女東宮の立場を慮っている。
石蕗（つわぶき）
帝の従兄弟。宰相の中将。眉目秀麗だが、美女に手当たり次第に和歌を送るプレイボーイ。美人と名高い睡蓮も狙っている。
素直だが、考え無しで自己中心的な性格。沙羅曰く「友人としては面白いが夫としては最低」。
沙羅を気に入って親友となる。一度睡蓮に会うものの、自身が全く興奮しなかったこと、沙羅に対しての慕情の自覚から、自分が男色家なのではと悩む。
自分が男色ではないと確認したいために、四の姫と関係を持ち、姫君まで生ませる。その一方で、沙羅が四の姫との結婚を提案した時はそれを拒否。
沙羅が女と知るや、強引に関係を持つ。その後は拒まれるが、沙羅が自身の子を妊娠したと知り、彼女の失踪の手引きをする。
宇治の別荘で沙羅とともに暮らしていたが、考えなしの言葉でたびたび沙羅を失望させた。
睡蓮と再会した沙羅が宇治から去ったとき（睡蓮のくだりは全く知らされなかった）は、2人目の姫を産んだ四の姫を顧みることもなく悲しみ続けた。しかし沙羅双樹の右大将が都に戻ったと知り（実は睡蓮）、都に戻って「せめてもとの友人に」と懇願するも、睡蓮に蹴り倒され罵倒されたことで、四の姫とのことが宮中に露見してしまった。
女東宮（おんなとうぐう）/ 光子（みつこ）
朱雀院の娘で、2巻で東宮になった。すぐに顔が赤くなるため、「南天の東宮」と呼ばれる。
幼げで愛らしい容姿を持つ。しかし、女東宮である自分がよく思われていないことを悟り、国を混乱させないために出しゃばらないよう心がけるなど、聡明な一面もある。
自身の尚侍として出仕した睡蓮に心を開き、男とは知らないながらも惹かれてゆく。
女東宮として最後の使命・大祓の儀を行って、東宮の位から解脱した。その後、睡蓮を探しに五節の尚侍と吉野の宮と一緒に鞍馬山へ向かい、ついに二人の恋仲は会合した。
梅壺の女御（うめつぼのにょうご）
帝の妃。右大臣の次女。世継ぎがないことに不満を持つ父が、睡蓮の帝か東宮への入内を画策していることを知り調べるうちに、沙羅双樹と睡蓮は2人とも女ではないかと勘ぐり、自分の末の妹（四の姫）と沙羅双樹の縁談を持ち上げる。
自身の妹ですら自分の地位を脅かす邪魔者としか考えていない節があり、四の姫が父から勘当されたことさえも「天が自分に味方している」と喜んだ。
銀覚からの文によって二人が入れ替わっていたことが確信に変わり、それを確かめようと睡蓮の尚侍(涼子)を自身の御殿に招く。女房たちに彼女を拘束させようとするが抵抗され、騒ぎを聞きつけた沙羅双樹(月光)に彼女を連れ出されて失敗しまう。睡蓮の尚侍付きの女房達からこの事を訴えられ、帝から他の女御同様に里帰りすることをすすめられてしまい、尚侍が帝といることに対して抗議をするも渋々と受け入れて里帰りをすることになった。
麗景殿の女御（れいけいでんのにょうご）
朱雀院の妃。右大臣の長女。
妹の梅壺の女御と比べると穏やかな性格だが、父に一番かわいがられていた四の姫のことは、あまりよく思っていなかったらしい。
四の姫
右大臣の四女。麗景殿、梅壺、三の姫の妹。
梅壺の策略によって沙羅双樹(涼子)と結婚することになるが夫婦になることを拒み、会うことさえも拒否していたが、自身の額にある傷を知られたことで自身のそれまでの過去を語り、共感されたことで心を開き沙羅双樹を夫に認める。
同じ床をともにしているが、夫婦の関係を結べてないことを悩やんでいたところに自身に好意を寄せていた石蕗に迫られてしまい、無理矢理関係を持たされてしまう。その関係を断ち切ろうとするものの、石蕗に心の隙間に入られ、その関係はズルズルと続いてしまう。
石蕗との間に雪姫を産み、沙羅双樹との子だと思っている多くの人々から祝福を受けるが二人目の咲耶姫を身籠った際に父親の右大臣に真実を知られたことで勘当をされて家から追い出されてしまう。
三の姫
女東宮付きの尚侍。右大臣の三女。
右大臣の策略によって尚侍となる。睡蓮の尚侍として宮中に戻ってきた涼子と鉢合わせ際にはしたたかな一面を見せ、侮れない存在と認識させる。
涼子とは事件を解決した際に意気投合をしたことで自身の生い立ちを語り、帝の女御となり皇子を産むという目的があることを明かす。
帝が転倒しそうになった涼子を助け、彼女に熱い視線を送っているのを目の当たりにしたことで涼子に宣戦布告をし、帝の好意を得ようと五節の舞姫になるために特訓をする。
予行練習の際に涼子も宣戦布告を受けて舞姫になっていたことを知り、喜ぶが本番を辞退されてしまう。自身は本番に臨み、人々から称賛されるも帝の関心を得ることは出来ず悔し涙を浮かべていた。

## 書誌情報
- さいとうちほ 『とりかえ・ばや』 小学館〈flowersフラワーコミックスα〉 全13巻[3]
  1. 2013年3月8日発売[10]、ISBN 978-4-09-135077-0
  2. 2013年6月10日発売[11][12]、ISBN 978-4-09-135340-5
  3. 2013年12月10日発売[13]、ISBN 978-4-09-135588-1
  4. 2014年4月10日発売[14][15]、ISBN 978-4-09-136108-0
  5. 2014年9月10日発売[16][17]、ISBN 978-4-09-136246-9
  6. 2015年2月10日発売[18]、ISBN 978-4-09-136805-8
  7. 2015年7月10日発売[19]、ISBN 978-4-09-137432-5
  8. 2015年12月10日発売[20]、ISBN 978-4-09-137774-6
  9. 2016年5月10日発売[21]、ISBN 978-4-09-138397-6
  10. 2016年10月7日発売[22][23]、ISBN 978-4-09-138677-9
  11. 2017年3月10日発売[24]、ISBN 978-4-09-138898-8
  12. 2017年8月10日発売[25][26]、ISBN 978-4-09-139426-2
  13. 2018年2月9日発売[2][27]、ISBN 978-4-09-870034-9
    - 『原画集付き限定版』同日発売[28]、ISBN 978-4-09-159249-1